# CEUB EC
Centro de Ensino Unificado de Brasília Esporte Clube – brazylijski klub piłkarski z siedzibą w mieście Brasília, stolicy państwa.

## Osiągnięcia
- Mistrz Dystryktu Federalnego: 1973
- Wicemistrz Dystryktu Federalnego: 1972

## Historia
Założony w 1968 roku klub CEUB jest pierwszym stołecznym klubem, który w 1973 roku wziął udział w rozgrywkach pierwszej ligi brazylijskiej (Campeonato Brasileiro Série A).